# Městečko Trnávka
Městečko Trnávka är en ort i Tjeckien.   Den ligger i regionen Pardubice, i den östra delen av landet, 170 km öster om huvudstaden Prag. Městečko Trnávka ligger 319 meter över havet och antalet invånare är 1 502.
Terrängen runt Městečko Trnávka är kuperad österut, men västerut är den platt. Městečko Trnávka ligger nere i en dal. Runt Městečko Trnávka är det ganska glesbefolkat, med 47 invånare per kvadratkilometer. Närmaste större samhälle är Moravská Třebová, 7,1 km nordväst om Městečko Trnávka. Trakten runt Městečko Trnávka består till största delen av jordbruksmark.